# John Lawlor
John Lawlor (Boulder, 5 giugno 1941 – Albuquerque, 13 febbraio 2025) è stato un attore statunitense.

## Biografia
Trascorse gran parte della sua infanzia a Boulder, in Colorado, dove sua madre lavorava come insegnante alla Casey Jr. High School. I suoi ruoli più noti sono quello di Leonard Marsh nella serie televisiva Phyllis, dal 1976 al 1977, e più tardi quello del preside Stephen Bradley nella prima stagione della serie televisiva L'albero delle mele, dal 1979 al 1980.
Partecipò inoltre come guest star ad altre serie come Avvocati a Los Angeles, California, Mr. Belvedere, Barney Miller, Agenzia Rockford, Ellery Queen, La squadriglia delle pecore nere e Alice.
Apparve nei film La corsa più pazza del mondo (1976) e S.O.B (1981).
Lawlor è morto nel 2025.

## Vita privata
Fu sposato con l'attrice Tantoo Cardinal, da cui divorziò.

## Filmografia parziale

### Cinema
- Eccesso di difesa (Jackson County Jail), regia di Michael Miller (1976)
- La corsa più pazza del mondo (The Gumball Rally), regia di Charles Bail (1976)
- S.O.B., regia di Blake Edwards (1981)
- National Lampoon's Movie Madness, regia di Bob Giraldi, Henry Jaglom (1982)
- Wyatt Earp, regia di Lawrence Kasdan (1994)
- The Reunion, regia di Michael Pavone (2011)

### Televisione
- Agenzia Rockford (The Rockford Files) – serie TV, 1 episodio (1975)
- Ellery Queen – serie TV, episodi 1x02-1x09 (1975)
- La squadriglia delle pecore nere (Baa Baa Black Sheep) – serie TV, 1 episodio (1976)
- Phyllis – serie TV, 25 episodi (1976-1977)
- Alice – serie TV, 1 episodio (1977)
- Barney Miller – serie TV, 1 episodio (1978)
- L'albero delle mele (The Facts of Life) – serie TV, 13 episodi (1979-1980)
- Autostop per il cielo (Highway to Heaven) – serie TV, episodi 1x15-4x04 (1985-1987)
- Mr. Belvedere – serie TV, 1 episodio (1989)
- California (Knots Landing) – serie TV, 4 episodi (1992-1993)
- L.A. Law - Avvocati a Los Angeles (L.A. Law) – serie TV, 1 episodio (1993)
- Cold Case - Delitti irrisolti (Cold Case) – serie TV, episodio 1x12 (2004)